# Garstedter Graben
Der Garstedter Graben ist ein Nebenfluss der Rugenwedelsau in Norderstedt und Bönningstedt.

## Verlauf
Er entspringt in Norderstedt südlich Alte Dorfstraße, verläuft Richtung Südwesten. Ab dem Rastplatz Bönningstedt Ost an der A7 wird er zwar nirgendwo mehr als Garstedter Graben bezeichnet, die Gewässernummer bleibt jedoch dieselbe. Der Graben unterquert die Norderstedter Straße und mündet am Golf-Club Hamburg-Wendlohe in die Rugenwedelsau.